# Смърфовете (сериал, 2021)
„Смърфовете“ (на френски: Les Schtroumpfs) е белгийски анимационен сериал, разработен от Dupuis Audiovisuel, IMPS и Peyo Productions във връзка с KiKA, Ketnet, RTBF и Dargaud Media, с участието на TF1. Това е третият телевизионен сериал, базиран на едноименната комиксова поредица, създадена от Пейо, след белгийския анимационен сериал от 1961 г. и едноименния анимационен сериал на Хана-Барбера от 1981 г.

## В България
В България сериалът е излъчен по локалната версия на Nickelodeon на 4 октомври 2021 г. в понеделник от 17:30 ч., а след това се излъчват повторения по Nicktoons.
Нахсинхронен дублаж
| Роля                  | Изпълнител |
| --------------------- | --- |
| Татко Смърф           | Георги Спасов |
| Смърфиета             | Гергана Цакова |
| Непохватко Несръчко   | Иван Трайков |
| Знайко                | Ивелин Николов |
| Мърморко              | Александър Хаджиангелов |
| Ячко                  | Стефан Иванов |
| Остроумко             | Константин Лунгов |
| Сръчко                | Борис Кашев |
| Смешко                | Антон Порязов |
| Тромпи                | Антон Порязов |
| Фермерко              | Виктор Иванов |
| Гаргамел              | Станислав Пищалов |
| Смърфиола             | Мими Йорданова |
| Смърфцвете            | Ангелина Русева |
| Смърфурия             | Дайяна Димитрова |
| Смърфлили Бебе Смърф  | Ива Стоянова |
| Ленивко Шивачът смърф | Радослав Рачев |
| Други гласове         | Асен Кукушев Борис Кашев Виктор Иванов Евгения Ангелова Марио Иванов Николай Петров Симеон Дамянов Сотир Мелев Цвети Пеняшки |

| Обработка           | студио „Про Филмс“ |
| ------------------- | ------------------ |
| Режисьор на дублажа | Ангелина Русева    |

На 2 декември 2023 г. се излъчва и по bTV с разписание всеки уикенд от 6:30. Дублажът е войсоувър в студио VMS. В него участват Златина Тасева, Борис Кашев, Константин Лунгов и Сотир Мелев. Преводът е на Виолета Георгиева.